# Барберо, Херардо
Херардо Барберо (исп. Gerardo Barbero; 21 августа 1961, Ланус, Буэнос-Айрес — 4 марта 2001, Будапешт) — аргентинский шахматист, гроссмейстер (1987).
Участник чемпионата мира среди юношей (Грац; 1978) — 4—5-е места. В составе команды Аргентины участник олимпиад (1978, 1984—1990, 1994) и чемпионата мира (1985).
Лучшие результаты в международных соревнованиях: Санта-Фе (1984) — 4-е; Бёблинген (1986 и 1987) — 1—3-е и 1-е; Монпелье (1986) — 1-е; Кечкемет (1986 и 1987) — 6—7-е и 1-е; Будапешт (1987) — 2—4-е; Прокупле (1987) — 1-е места.
Умер от рака.